# لاري فارمر
لاري فارمر (بالإنجليزية: Larry Farmer)‏ هو مدرب كرة سلة أمريكي، ولد في 31 يناير 1951.

## روابط خارجية
- لاري فارمر على موقع سبورتس رفرنس (الإنجليزية)
- لاري فارمر على موقع كلية كرة السلة في سبورتس رفرنس.كوم (الإنجليزية)
- لاري فارمر على موقع ريلجم (الإنجليزية)
- لاري فارمر على موقع كلية كرة السلة في سبورتس رفرنس.كوم (الإنجليزية)